# オスカー・トラウトマン

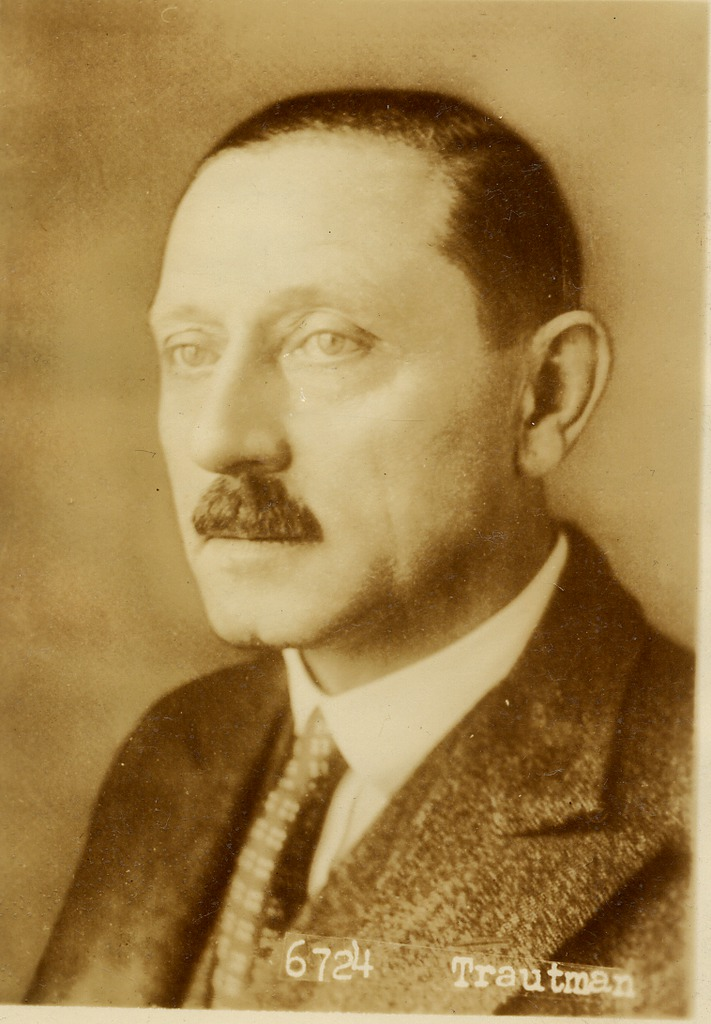
オスカー・トラウトマン

オスカー・パウル・トラウトマン（Oskar Paul Trautmann, 1877年5月7日 – 1950年12月10日）は、ドイツの外交官。日中戦争の和平交渉を仲介したトラウトマン和平工作で知られる。

## 経歴
ドイツ帝国シュプレンベルク近郊の村シュトラドウに生まれる。法学を学んだ後、ドイツ帝国外務省に入省、1907年から1914年までサンクトペテルブルク副領事を務める。1921年に日本の神戸総領事となり、1922年に東京のドイツ大使館参事官に転じる。1926年から1931年まで外務省東洋局参事官を務めた。
1931年、ドイツ公使として北京市に赴任、中国・ドイツ文化経済連盟委員を兼務。1935年に南京公使に転じた。当時のドイツの東アジア外交は日本と中国の間で揺れており、トラウトマンは「我が国の東アジア外交には名を挙げるべき責任者はいない。時に中国、時に日本の側に揺れ動き、一方に傾くと他方から強烈なぶり返しが来る」と記している（1937年1月27日）。1937年に日中戦争が勃発した時には、駐日大使のヘルベルト・フォン・ディルクセン(英語版)とともに日中の和平交渉の仲介にあたった（トラウトマン工作）。翌1938年に南京から召還され本国に帰国。1939年に臨時退職。1942年に正式に外務省を退官した。退官後は、コットブス郊外の邸宅で著述活動をしていた。1950年にベルリンで死去した。

## 著書・書簡
トラウトマンは1905年から1937年にかけての外交問題、対ソビエト連邦外交、東アジア外交、中国の経済問題や政治問題に関する外交書類、書簡の他、演説や論文、私的書簡などを多数残しており、現在ドイツ連邦公文書館に保存されている。ロシア語からの翻訳も行っている。第二次世界大戦直後、ソ連軍占領下のドイツ（のちのドイツ民主共和国の地域）ではトラウトマンの1938年の書物『外交官・領事（Der Diplomat, Der Konsul.）』が当局の指定する禁書リストに入っていた。
- Die städtische Schuldeputation in Preussen und die Ministerialinstruktion vom 26. Juni 1811. Tübingen: 1905
- Die Frage der Zerstörung neutraler Prisen und ihre Erörterung auf der Haager und der Londoner Konferenz Tübingen: 1910
- Brief Oskar Trautmann an Hans Jonas, 30. April 1930
- Der Diplomat, Der Konsul. — Berlin: Lehrmittelzentrale d. DAF. 1938.
- Die Sängerbrücke. Gedanken zur russischen Außenpolitik von 1870-1914. Stuttgart: Union, 1940.
- Der Mensch in der Zeit : Ein Breviarium. Stuttgart: Union, 1947.
- Die Wiederkehr Gottes. ; Ein literarische Versuch über das Verhältnis des modernen Menschen zur Religion. Stuttgart: Koehler, 1949

## 文献
- Theo Sommer: Deutschland und Japan zwischen den Mächten 1935-1940. Vom Antikominternpakt zum Dreimächtepakt, Tübingen 1962.
- Fox, John P.: Germany and the Far Eastern Crisis, 1931-1938. A Study in Diplomacy and Ideology. Oxford 1982.
- Ruland, Bernd: Deutsche Botschaft Peking. Bayreuth 1973.